# Daidalión
Daidalión, görög mitológiai alak, a Hajnalcsillag istenének, Phószphorosznak és Philónénak fia, Kéüx fivére. Ovidius az Átváltozások-ban azt írja róla, hogy az ő leánya, Khióné volt Autolükosz és Philammón anyja, mivel egyetlen éjszakán előbb Hermész, majd Apollón közösült vele. Khióné elbizakodottságában Artemisznél is szebbnek nyilvánította magát, erre az istennő lenyilazta. A kétségbeesett Daidalión előbb leánya máglyáján akarta elégetni magát, majd le akarta vetni magát a Parnasszoszról. Apollón szánalomból ölyvvé változtatta. 